# Сильтепек (муниципалитет)
Сильтепек (исп. Siltepec) — муниципалитет в Мексике, штат Чьяпас, с административным центром в одноимённом городе. Численность населения, по данным переписи 2020 года, составила 25 937 человек.

## Общие сведения
Название Siltepec с языка науатль можно перевести как — гора в форме ракушки.
Площадь муниципалитета равна 384,5 км², что составляет 0,5 % от площади штата, а наиболее высоко расположенное поселение Ла-Пас-дель-Росарио, находится на высоте 2951 метр.
Он граничит с другими муниципалитетами Чьяпаса: на севере с Чикомусело, на востоке с Белья-Вистой и Ла-Грандесой, на юге с Эль-Порвениром, Мотосинтлой и Эскуинтлой, на западе с Ондурас-де-ла-Сьеррой.

## Учреждение и состав
Муниципалитет был образован в 1915 году, в 2017 году от него был отделён муниципалитет Капитан-Луис-Анхель-Видаль, а в 2019 муниципалитет Ондурас-де-ла-Сьерра. По данным 2020 года в его состав входит 103 населённых пункта, самые крупные из которых:
| Код INEGI                  | Населённый пункт                                                                             | Численность населения (2005 год) | Численность населения (2010 год) | Численность населения (2020 год) |
| -------------------------- | -------------------------------------------------------------------------------------------- | -------------------------------- | -------------------------------- | -------------------------------- |
| 080                        | Всего                                                                                        | 35871                            | 38143                            | 25937                            |
| 0001                       | Сильтепек (исп. Siltepec) 15°33′26″ с. ш. 92°19′22″ з. д. (административный центр)           | 3181                             | 3400                             | 3645                             |
| 0023                       | Пальмар-Гранде (исп. El Palmar Grande) 15°30′04″ с. ш. 92°15′13″ з. д.                       | 1505                             | 1127                             | 1466                             |
| 0034                       | Вега-дель-Росарио (исп. Vega del Rosario) 15°31′16″ с. ш. 92°18′24″ з. д.                    | 824                              | 1014                             | 1152                             |
| 0005                       | Санто-Доминго (Ла-Каскада) (исп. Santo Domingo (La Cascada)) 15°29′10″ с. ш. 92°24′17″ з. д. | 881                              | 559                              | 1003                             |
| 0015                       | Либертад-Вентанас (исп. Libertad Ventanas) 15°32′20″ с. ш. 92°16′33″ з. д.                   | 1070                             | 1283                             | 968                              |
| 0007                       | Лас-Крусес (исп. Las Cruces) 15°32′39″ с. ш. 92°19′46″ з. д.                                 | 566                              | 556                              | 677                              |
| 0025                       | Эль-Родео (исп. El Rodeo) 15°28′31″ с. ш. 92°16′23″ з. д.                                    | 811                              | 806                              | 571                              |
| —                          | Прочие                                                                                       | 27033                            | 29398                            | 16455                            |
| Названия на карте Генштаба |                                                                                              |                                  |                                  |                                  |

## Экономическая деятельность
По статистическим данным 2000 года, работоспособное население занято по секторам экономики в следующих пропорциях:
- сельское хозяйство, скотоводство и рыбная ловля — 85,1 %;
- промышленность и строительство — 2,9 %;
- торговля, сферы услуг и туризма — 9,9 %;
- безработные — 2,1 %.

## Инфраструктура
По статистическим данным 2020 года, инфраструктура развита следующим образом:
- электрификация: 98,1 %;
- водоснабжение: 54,4 %;
- водоотведение: 95,8 %.

## Туризм
Основными достопримечательностями являются природные пейзажи, обусловленные расположением муниципалитета в горах Сьерра-Мадре-де-Чьяпас.